# Kaukasushert
Het kaukasushert of maral (Cervus elaphus maral) is een ondersoort van het edelhert (Cervus elaphus) en komt uit de familie der hertachtigen (Cervidae). De wetenschappelijke naam van deze ondersoort werd voor het eerst geldig gepubliceerd door John Edward Gray in 1850.

## Kenmerken
Het kaukasushert is qua bouw zwaarlijviger dan andere edelherten en heeft bovendien een kortere schedel. Volwassen bokken bereiken een schofthoogte van ca. 1,4 meter en een gewicht van ca. 270 kg. 's Zomers hebben ze een roodbruine vacht met een donkere onderzijde en 's winters hebben ze een leigrijze vacht met een donkergrijze buik, dijen en schouders. Op de stuit is een zogeheten 'spiegel' te zien. Deze is aan de onderzijde vuilwit en aan de bovenzijde, inclusief staart, lichtbruin. Het gewei is over het algemeen groter dan die van ondersoorten van het edelhert uit West- en Centraal-Europa, maar is minder complex en bevat zelden meer dan acht vertakkingen.

## Verspreiding
De ondersoort komt voor in de Grote Kaukasus van Rusland, Georgië en Azerbeidzjan, in het noorden van Iran, het zuidwesten van Turkmenistan en delen van Anatolië. Voorheen ook algemeen in Armenië, maar is daar nu zeer zeldzaam.

## Status
Op de nationale rode lijsten van bedreigde soorten in zowel Georgië als Armenië, staat het kaukasushert als ernstig bedreigd te boek. In Georgië is de ondersoort grotendeels beperkt tot Nationaal Park Bordzjomi-Charagaoeli en Natuurreservaat Lagodechi. Recent is het dier opnieuw waargenomen in de berggebieden van Toesjeti. In grote delen van het verspreidingsgebied is het Kaukasushert in aantal achteruit gegaan. Dit omdat het een van de meest gewilde jachttrofeeën van de Zuidelijke Kaukasus is. Het kaukasushert, als ondersoort van het edelhert, wordt echter niet apart vermeld op de Rode Lijst van de IUCN.